# Systatica drakei
Systatica drakei är en fjärilsart som beskrevs av Louis Beethoven Prout 1910. Systatica drakei ingår i släktet Systatica och familjen mätare. Inga underarter finns listade i Catalogue of Life.